# Meilenstein (Garsena)

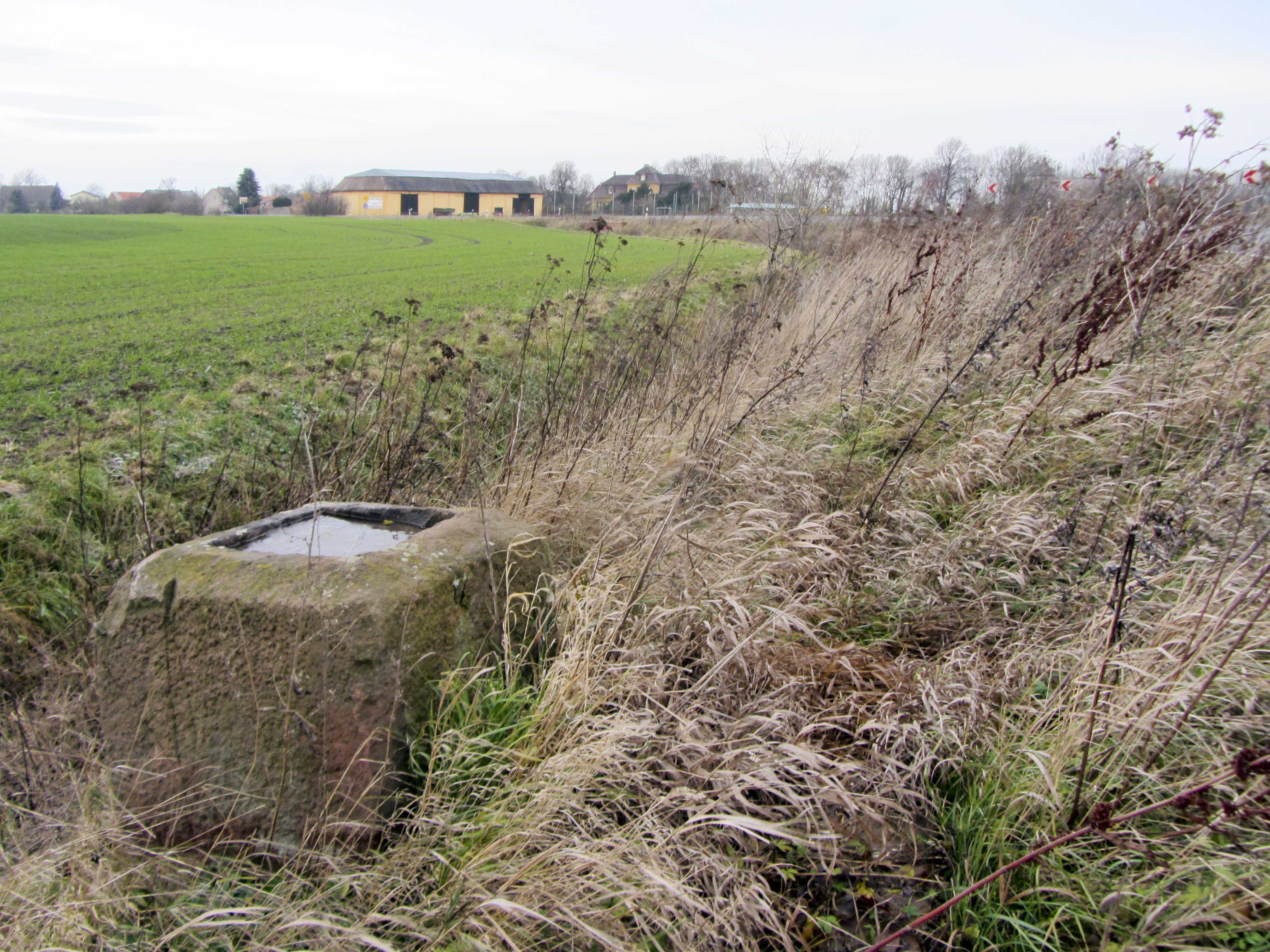
Preußischer Ganzmeilensockel bei Garsena

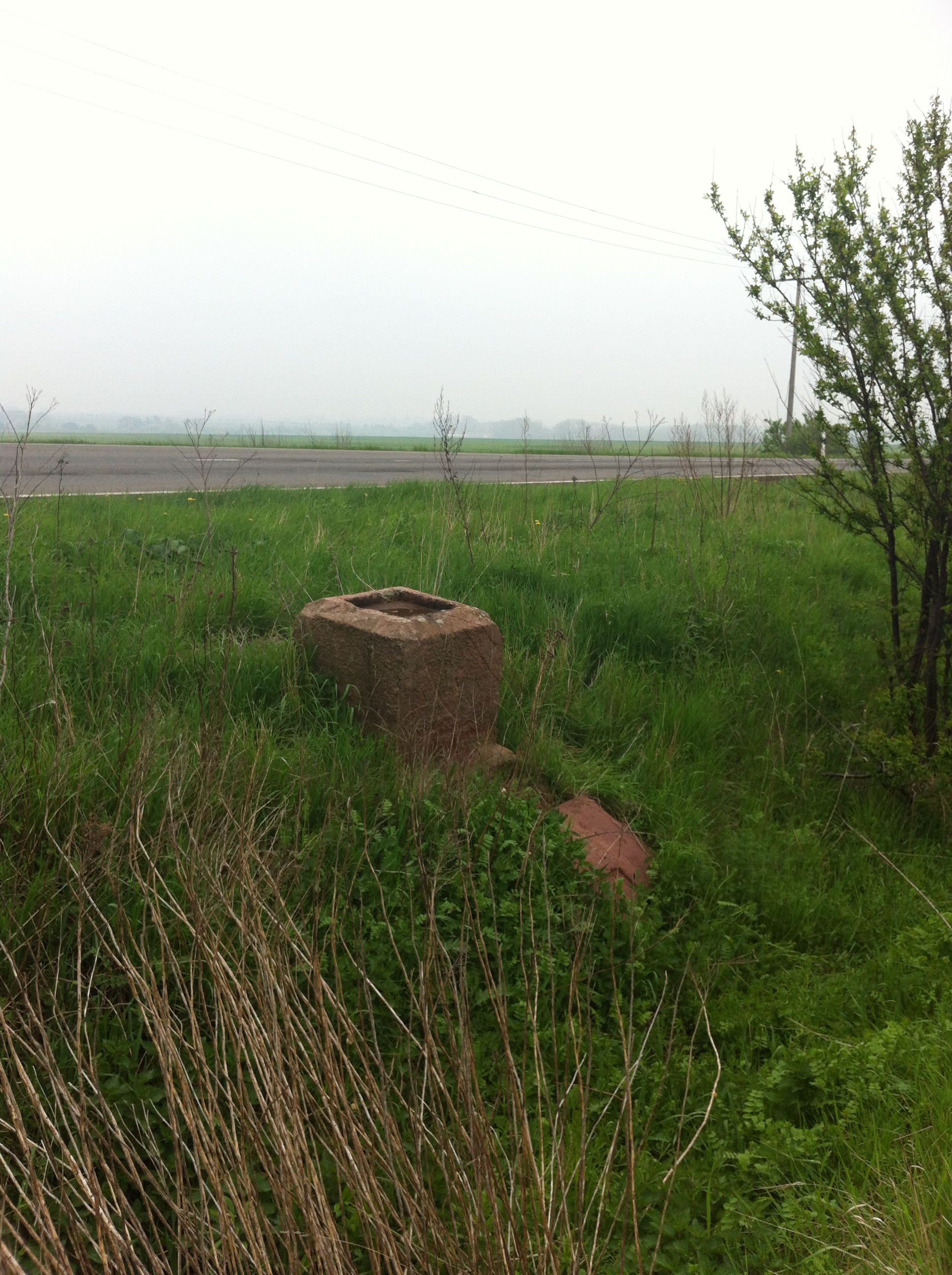
Sockel

Der Meilenstein bei Garsena ist ein Kleindenkmal in der Stadt Könnern im Salzlandkreis in Sachsen-Anhalt.
Die preußische Staatschaussee von Magdeburg über Halle (Saale) nach Großkugel an der Grenze zu Sachsen entstand in den Jahren 1788 bis 1801. Die Meilensteine im Abschnitt südlich von Anhalt-Bernburg kann man alle in das Jahr 1800 datieren, weil in diesem die Postroute offiziell auf die neue Strecke verlegt wurde. Entlang der Strecke standen Obelisken und Würfel. Südlich von Garsena wurde von Magdeburg aus die 8. Meile erreicht, so dass man einen Ganzmeilenobelisk aufstellte. Erhalten sind heute Fuß und Sockel, der Obelisk selbst fehlt. Ein Schicksal, dass er mit dem Ganzmeilenstein von Trebitz teilt.
Eine preußische Meile entspricht 7,532 Kilometern. Wir befinden uns hier also 60,2 Kilometer von Magdeburg entfernt.
Der ehemalige Obelisk steht unter Denkmalschutz und ist im Denkmalverzeichnis mit der Erfassungsnummer 094 60214 aufgenommen worden. Vollständige Ganzmeilenobelisken entlang der ehemaligen Bundesstraße 6, jetzt Landesstraße 50, finden sich noch in Grube Ferdinande und Nauendorf. Die ehemalige Beschriftung 22,5, also die Kilometerangabe nach Halle, ist heute nicht mehr erkennbar, da der Stein verwittert. In der Nähe befindet sich das Chausseehaus von Garsena.